# Titina
Titina é uma proteína que, em humanos, é codificada pelo gene TTN. Ela é a maior proteína conhecida. Desempenha um papel estrutural fundamental nos músculos esqueléticos e cardíacos, ajudando na elasticidade e no retorno dos músculos ao seu estado inicial após a contração ou alongamento.

## Nome
O nome químico da Titina é simplesmente a sequência dos nomes de seus aminoácidos (como alanina, glicina, lisina, etc.), escritos de forma contínua, como seria feito para qualquer proteína. Por exemplo, se uma proteína pequena fosse composta por três aminoácidos (glicina, alanina, lisina), seu "nome químico" seria: glicilalanyl-lisil. Para a Titina, esse nome é expandido para dezenas de milhares de aminoácidos, formando o maior nome químico já registrado. Possuindo cerca de 189 819 letras, é a maior palavra registrada e já levou aproximadamente 3,5 horas para ser pronunciada, sendo mostrada em um vídeo no YouTube.